# Ałtajczycy

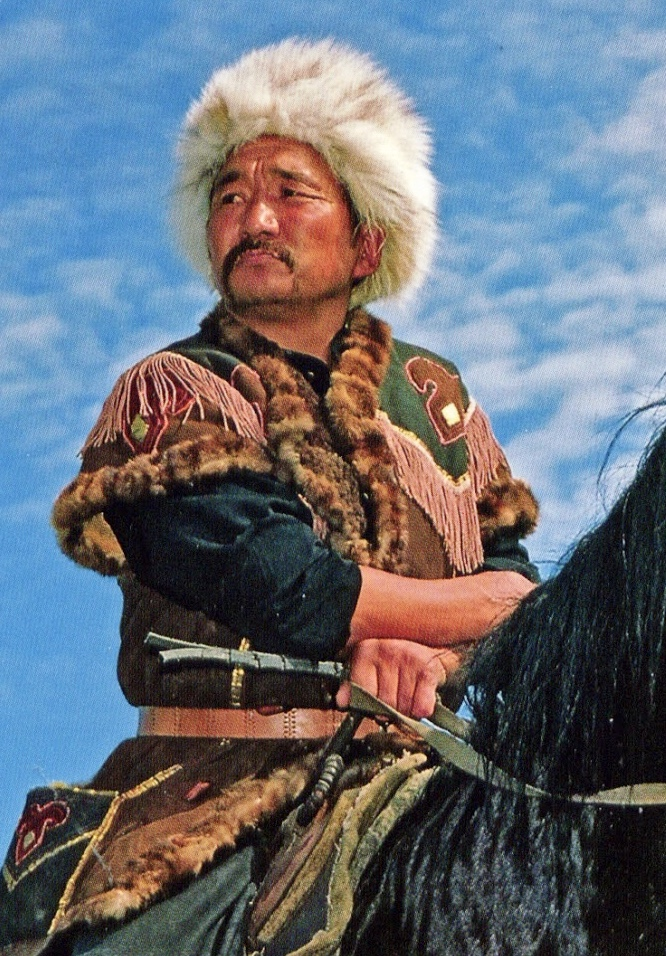
Jeździec ałtajski

Ałtajczycy (ałt. Алтай кижи Altaj kiži, dosł. „ludzie Ałtaju”; dawniej zwani Ojrotami) – naród pochodzenia turkijskiego, zamieszkujący głównie góry Ałtaj na terenie rosyjskiej Republiki Ałtaju.

## Podział Ałtajczyków
W literaturze podaje się, iż Ałtajczycy dzielą się na dwie grupy:
- grupa północna (m.in. Tubalarzy, Czełkacy, Kumandyjczycy i Szorowie) zajmowała się tradycyjnie myślistwem, zbieractwem i kopieniaczą uprawą roślin,
- grupa południowa (m.in. Teleuci i Telengici), do której przylgnęła nazwa Ojraci (a obecnie Ałtajczycy), składa się z hodowców i myśliwych, choć obecnie znaczenie polowania dla ich gospodarki jest coraz mniejsze; grupa ta jest pod silnym wpływem kultury mongolskiej, natomiast ich własny język ałtajski jest coraz częściej zastępowany rosyjskim.

Liczebność grupy północnej szacowana była na ok. 20 tys., zaś południowej na 70 tys.

## Problemy po spisie powszechnym z 2002
Przeprowadzony w Rosji w 2002 r. spis statystyczny zmienił dotychczasowe ustalenia. Wbrew dotychczasowej nomenklaturze wyróżnił on zarówno ogólną narodowość ałtajską, którą zadeklarowało 67 239 osób, jak i odrębne narodowości, zaliczane dotąd zbiorowo jako podgrupy w obrębie Ałtajczyków. I tak np. jako Tubalarzy zadeklarowało się 1565 osób, jako Teleuci – 2650, a jako Telengici – 2399 osób. Takie rozróżnienie w sposób zasadniczy zaciemnia kwestię związaną z istnieniem jednej lub wielu narodowości ałtajskich.
Jakkolwiek bowiem możliwość określenia się jako np. Teleuci lub Telengici powinna była skłonić osoby z tej grupy do zadeklarowania tej właśnie narodowości, uzyskane po spisie powszechnym wyniki (wielokrotnie niższe od szacunkowej dotąd liczby Teleutów lub Telengitów) wskazują, iż większość osób z tych grup zadeklarowała narodowość ałtajską, przyjmując, iż przykładowi Teleuci lub Telengici są jedynie grupą etniczną Ałtajczyków. Jednak część osób uznała, iż bycie przedstawicielem poszczególnej grupy wyklucza bycie Ałtajczykiem, stąd podawało narodowość teleucką.
Prawdopodobnie zatem część spośród każdej z grup Ałtajczyków deklarowała się jako Ałtajczycy, a część podawała narodowość bardziej szczegółową.